# Хилбри
Хилбри (англ. Hilbre Island, валл. Ynys Hilbre) — приливный остров в графстве Мерсисайд, Англия, Великобритания. Является Участком особого научного значения, природным заповедником (с 1983 года) и участником Рамсарской конвенции.

## География
Остров Хилбри расположен в эстуарии реки Ди на границе Англии и Уэльса, в Ирландском море. Остров вытянут с северо-запада на юго-восток, его длина составляет около 600 метров, ширина около 130 метров в самой широкой части, площадь — 0,047 км², наивысшая точка — 10 метров над уровнем моря. Чуть далее к юго-востоку лежит островок Миддл-Ай площадью 0,012 км², ещё чуть далее — отмель Литтл-Ай: все они являются частью одной гряды, сложены из красного песчаника, во время отлива соединены ваттами как друг с другом, так и с «большой землёй» — полуостровом Виррел (расстояние от Хилбри до Виррела около 1,6 километра). На Хилбри стоят несколько домов и строений, но постоянного населения нет, Миддл-Ай и Литтл-Ай также необитаемы.

## История
Раскопки 1926 года позволили установить, что остров был населён людьми с каменного века, они жили здесь и в бронзовом веке и во времена Римской империи.
К 1080 году острова находились во владении лорда Роберта Рудланского, на Хилбри был выстроен небольшой монастырь, в XIII—XIV веках он был довольно популярным местом паломничества. К 1550 году последний монах покинул остров, так как к тому времени он потерял свой ореол святости и уединённости, превратившись в коммерческий и торговый порт: там было даже возведено здание таможни. В 1692 году на Хилбри заработала маленькая фабрика по добыче морской соли, затем там появились паб, гостиница и даже публичный дом. Однако вскоре остров потерял своё торговое значение, эти учреждения закрылись, их руины сохранились. В 1856 году острова были куплены трестами Ливерпульских доков. В 1927 году на Хилбри был установлен небольшой автоматический маяк высотой 3 метра, который работает и поныне. В 1945 году острова были проданы за 2500 фунтов городу Хойлейк, а в 1974 году перешли боро Виррел.
На острове действует орнитологическая обсерватория без постоянных сотрудников.

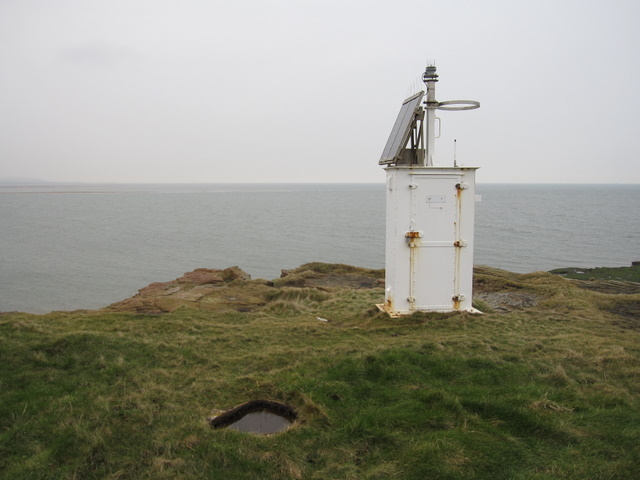
Маяк[англ.]
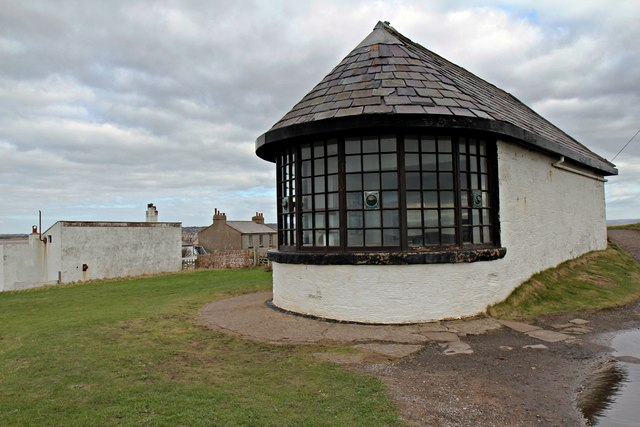
Телеграфная станция
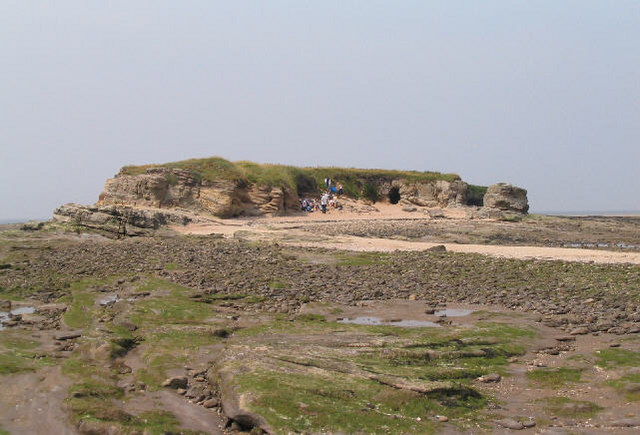
Остров Миддл-Ай во время отлива
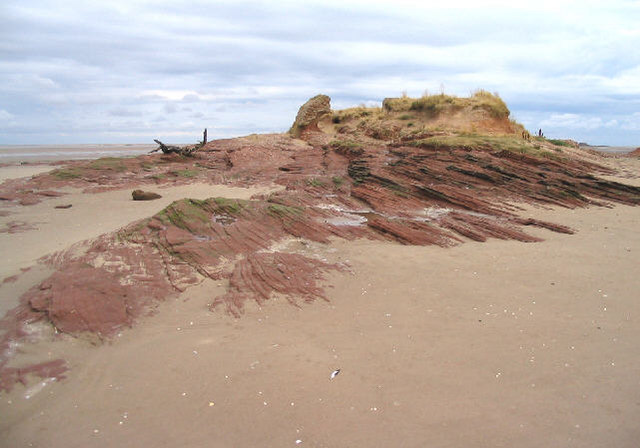
Отмель Литтл-Ай во время отлива